# Districte de Strășeni
El districte de Strășeni (en romanès Raionul Strășeni) és una de les divisions administratives de la República de Moldàvia. La capital és Strășeni i una altra ciutat important és Bucovăț. L'u de gener de 2005, la població era de 88.900 habitants.